# Oblast Targowischte
| Basisdaten          | Basisdaten                 |
| ------------------- | -------------------------- |
| Region:             | Nordbulgarien              |
| Verwaltungssitz:    | Targowischte               |
| Fläche:             | 2.710 km²                  |
| Einwohner:          | 96.201 (31. Dezember 2022) |
| Bevölkerungsdichte: | 35,5 Einwohner je km²      |
| NUTS:BG-Code:       | BG334                      |
| Karte               |                            |
| Karte               |                            |

Oblast Targowischte (bulgarisch Област Търговище, türkisch Tırgovişte ili) ist ein Bezirk (област) im Norden Bulgariens mit der gleichnamigen Stadt Targowischte als Verwaltungssitz. Weitere Städte sind Popowo, Opaka und Omurtag.

## Bevölkerung
2022 lebten in der Oblast 96.201 Einwohner auf einer Fläche von 2.710 km². Es existieren 196 Siedlungen in den fünf Gemeinden.

## Geografie
Die Oblast liegt nördlich des Balkans. Das Gebiet ist hügelig.

## Infrastruktur

### Verkehr

#### Straße
Die Region wird von der Republikstraße 4 erschlossen, welche Sofia mit Warna über Targowischte verbindet. Sie ist als Europastraße E 772 kategorisiert.
Die Errichtung der Autobahn A2 „Hemus“ in der Oblast steht noch bevor. Nach deren Fertigstellung wird die Autobahn Sofia mit Warna verbinden.

#### Luft
Targowischte hat einen 1969 erbauten Flughafen mit einer 2000 m langen Start- und Landebahn, welcher jedoch nicht für internationale Flüge benutzt wird.

### Energie
Anders als mit der Kanalisation, sind alle bewohnten Siedlungen elektrifiziert. Die Länge der Stromleitungen mit 20 kW beträgt dabei ca. 1400 km.

### Wasser
Die Region ist arm an Wasser, weshalb viele Stauseen errichtet wurden. So wird beispielsweise die Stadt Targowischte vom Stausee Titscha (bulgarisch: Тича) gespeißt.

### Kanalisation
Eine vernünftige Kanalisation existiert nur in den Städten Targowischte, Omurtag, Antonowo, Popowo und teilweise auch in manchen Dörfern. Das Abwassernetz umfasst eine Länge von 156 km. Die Lage ist jedoch auch in den Städten nicht gut: Nur 66 % aller Einwohner von Targowischte sind mit der Kanalisation verbunden. Um die Lage zu verbessern, sollen in Targowischte und der zweitgrößten Stadt der Oblast, Popowo, neue Kläranlagen errichtet werden, welche durch die EU finanziert werden sollen.

## Städte
Die Daten stammen aus dem Nationalen Statistischen Institut in Bulgarien für das Jahr 2022.
| Stadt        | Bulgarischer Name | Einwohner (31. Dezember 2022) |
| ------------ | ----------------- | ----------------------------- |
| Targowischte | Търговище         | 32.957                        |
| Popowo       | Попово            | 12.709                        |
| Omurtag      | Омуртаг           | 5.165                         |
| Opaka        | Опака             | 2.263                         |
| Antonowo     | Антоново          | 968                           |